# Alice O'Fredericks
Alice O'Fredericks, född Mitzi Otha Alice Frederiksen, 8 september 1900 i Göteborg, död 18 februari 1968 i Hellerup i Danmark, var en dansk skådespelare, manusförfattare och filmregissör.
O'Fredericks föddes som Frederiksen i Sverige av danska föräldrar som skilde sig när hon var sju. Hon flyttade med sin mamma till Köpenhamn, där hon gick i skolan och fick kontorsutbildning på Arbejdernes Ulykkesforsikring. Hon kom til filmen som sekreterare och scripta för Benjamin Christensen. Under namnet Alice Fredericks gjorde hon samtidigt filmbiroller, både som djävulsdyrkande nunna och naken häxa i Christensens Häxan och som en av de unga flickor som var en fast del i filmbolaget Palladiums internationella komedisuccéer med Fyrtornet och Släpvagnen. 

## Filmografi i urval

### Regi
- 1938 – Julia jubilerar
- 1940 – Västkustens hjältar
- 1943 – Storken
- 1946 – Onsdagsväninnan
- 1958 – Världens rikaste flicka
- 1958 – Vagabonderne på bakkegården
- 1966 – Krybskytterne på Naesbygaard

### Filmmanus
- 1932 – Sol, sommar och sjögastar
- 1938 – Julia jubilerar
- 1940 – Västkustens hjältar

### Roller
- 1922 – Häxan
- 1926 – Flickorna på Solvik
- 1929 – Laila